# Christian U. Jensen
 Der er flere personer med dette navn, se Christian Jensen.
Christian Ulrik Jensen (født 6. november 1936 på Frederiksberg, død 12. januar 2023 i København) var en dansk matematiker og professor emeritus.
Han var søn af ingeniør Christian Oskar Jensen (død 1973) og hustru Karen Amalie født Dyekjær (død 1973), var student fra Frederiksberg Gymnasium 1955, blev cand.mag. & mag.scient. i matematik fra Københavns Universitet 1959 og var på studieophold ved Universität Hamburg 1959 og 1960. Jensen blev amanuensis ved Københavns Universitets matematiske institut 1960, blev lektor 1962 og var afdelingsleder fra 1968 til 1972. Han var professor i matematik ved Københavns Universitet fra 1972 til 2006 og censor i matematik ved Aarhus Universitet fra 1966.
Christian U. Jensen har arbejdet inden for mange felter af algebraen; især ringteori, algebraisk talteori og teorien for legemer, bl.a. det såkaldte inverse problem i Galoisteorien. Han har skrevet Les foncteurs dérivés de lim et leurs applications en théorie des modules (Berlin, 1972) og en række artikler om talteoretiske og algebraiske emner i flere videnskabelige tidsskrifter.
17. november 1994 blev han Ridder af 1. grad af Dannebrogordenen.